# Altınevler
Altınevler (kurdisch: Şîrnan) ist ein Dorf im Landkreis Adaklı in der türkischen Provinz Bingöl.  Altınevler liegt ca. 31 km südwestlich von Adaklı.
Im Jahre 1990 hatte Altınevler 294 und im Jahre 2000 insgesamt 108 Einwohner.